# Riesto
Riesto var en by i kommunen Sodankylä i den ekonomiska regionen Norra Lappland och landskapet Lappland i Finland. Riesto var en väglös by, omgiven av myrmarker, som sommartid endast kunde nås med båt på floden Luiro och vintertid på skidor eller med renskjuts.
När Lokka bassäng anlades i slutet av 1960-talet dämdes byn över och platsen är nu en ö i Lokka bassäng. Öns area är 2 hektar och dess största längd är 230 meter i öst-västlig riktning.
Den naivistiske målaren Andreas Alariesto kom från Riesto.